# Cseszneki János
Cseszneki János, dictus Fejes, (okiratilag: 1308–1332) magyar főúr, bakonyi erdőispán, a cseszneki vár birtokosa, a Cseszneki család tagja.

## Élete
Cseszneki János Cseszneki Jakab trencséni ispán és királyi kardhordozó Mihály nevű fiának gyermeke volt. A 14. század eleji belviszályok során a Kőszegiekkel szemben Károly Róbertet támogatta. 1315-ben a Csákok elfoglalták tőle Csesznek várát, ezért pert indított. 1323-ban Lampert országbíró birtokrészét visszaítéli Csák nembeli Márk fia néhai István fiaitól. Cseszneki János még az év október 18-án maga és fia, Jakab nevében átengedte a cseszneki várban, illetve annak tornyában bírt részüket - in Castro Chezny et in munitionibus seu turribus in monte aiusdem Cheznyk" - a Csák nemzetségbõl származó Márk mester fia II. István fiai, III. Péter és III. István pázmándfalusi birtokaiért. 1329. május 6-án János testvérei és rokonai (Cseszneki Jakab fia Cseszneki Miklós,  Cseszneki Szomor fia Miklós) beleegyezésével Pázmándfalut, a Szent Imre tiszteletére épült templommal együtt 100 márkáért eladta Dejtlin pannonhalmi várnagynak.